# Sul fiume
Sul fiume (Am Fluss in tedesco) è un romanzo pubblicato nel 2014 dalla scrittrice e traduttrice tedesca Esther Kinsky.

## Trama
Il racconto si dipana tra vecchie fabbriche dismesse, case povere e inaspettati lembi di natura selvaggia. Viene descritto un paesaggio al confine tra città e campagna, popolato da persone che sembrano non appartenere ad un ordine regolare, come avviene nelle periferie di ogni metropoli. La passeggiata descritta si svolge in nove tappe nell'area intorno al fiume Lea fuori Londra e la memoria è libera di sovrapporre storia personale e storia urbana del paesaggio fluviale.

## Critica
Il romanzo porta ad un mondo insolito, eccitante, forse anche inquietante. Alcune frasi e alcune immagini spesso sembrano sogni. A differenza dei tradizionali romanzi si viene risucchiati dalle parole che ti trascinano. Sul fiume si formano vortici che strappano via. L'autrice è cresciuta sulla riva destra del Reno e il libro sembra indagare su come gli occhi di un bambino guardano un fiume vorticoso. E le immagini poi fanno arrivare a una casetta, ad uno stendibiancheria con magliette svolazzanti, ad un cane. Il fiume Lea è il confine tra esperienza e percezione, e il libro tratta il vedere, la conoscenza attraverso la contemplazione. Esther Kinsky si interroga sulle possibilità e sui limiti di rendere visibile il mondo.

## Riconoscimenti
Il romanzo ha ricevuto vari premi e riconoscimenti:
- Premio Franz Hessel nel 2014.[5][6][7]
- Finalista al Deutscher Buchpreis nel 2014.[5]
- Kranichsteiner Literaturpreis nel 2015.[5][4]
- Premio Adelbert von Chamisso nel 2016.[5]

## Edizione originale
- (DE) Esther Kinsky, Am Fluss: Roman, Berlin, Matthes & Seitz, 2014, ISBN 9783957570567, OCLC 890127112.

## Edizione italiana
- Esther Kinsky, Sul fiume, traduzione di Silvia Albesano, Milano, Il saggiatore, 2021, OCLC 1312633152.

## Edizioni in altre lingue
- (EN) Esther Kinsky, River, traduzione di Iain Galbraith, Oakland, Transit Books, 2018, ISBN 9781945492174, OCLC 1022782346.
- (EN) Esther Kinsky, River, traduzione di Iain Galbraith, London 2021, Fitzcarraldo Editions, 2021, ISBN 9781910695296, OCLC 1310249332.
- (FR) Esther Kinsky, La rivière: récit, traduzione di Olivier Le Lay, Paris, Gallimard, 2017, ISBN 9782072671685, OCLC 1033453493.